# MS Voyager of the Seas
Voyager of the Seas је носилац класе под називом "Voyager". Власник ове класе као и крузера је "Royal Caribbean International". На прво путовање брод је отпутовао 1999. у новембру. На крузеру има мново занимљивих и интересантних ствари попут казина, базена, библиотека, ноћних клубова, фитнес центара, ресторана, итд. Дужина брода износи 311 метара. 